# Wait Your Turn
"Wait Your Turn" é uma canção da cantora barbadense Rihanna, gravada para o seu quarto álbum de estúdio Rated R. Foi escrita e produzida pela equipa norueguesa Stargate e pela dupla Chase & Status, com auxílio na escrita por James Fauntleroy II, Takura Tendayi e Robyn Fenty. A sua gravação decorreu em 2009 nos estúdios Metropolis, em Londres, Inglaterra. A sua primeira reprodução ocorreu em Setembro de 2009 com pequenos excertos utilizados num comercial promocional que anunciava a data da edição do disco, no qual se podia ouvir uma linha proeminente da obra, "A espera terminou".[A] Mais tarde, no final do mês de Outubro do mesmo ano, 2009, acabou por ser colocada na internet. A música, foi lançada a 13 de Novembro de 2009 como parte da promoção para a edição do disco, tornando-se single promocional na iTunes Store através da editora discográfica Def Jam Recordings.
A canção deriva de origens estilísticas do hip-hop e dubstep, sendo que o seu arranjo musical consiste no uso de sintetizadores e ainda em acordes de guitarra. Liricamente, o tema retrata a comparação entre a procura do amor e um jogo. "Wait Your Turn" recebeu análises positivas por parte dos profissionais, sendo que alguns consideraram que a sua melodia adicionava variedade à sonoridade do álbum e outros prezaram o uso acrescido de dubstep. Devido às vendas digitais, entrou pela primeira vez numa tabela musical a 26 de Novembro de 2009, na Irish Singles Chart da Irlanda, onde alcançou a trigésima segunda posição. Na UK Singles Chart conseguiu colocar-se no 45.º lugar e permanecer durante duas semanas na publicação britânica. A obra debutou na ARIA Singles Chart no 82.º lugar e nos Estados Unidos, obteve o número dez na lista Bubbling Under Hot 100, que funciona como uma extensão da principal Billboard Hot 100.
O vídeo musical foi gravado a 16 de Outubro de 2009 em Nova Iorque com a direcção de Anthony Mandler, que já tinha trabalhado anteriormente com a cantora noutros telediscos, incluindo "Take a Bow" e "Rehab". Acabou por estrear através do sítio oficial de Rihanna na internet a 9 de Novembro do mesmo ano. As cenas retratam um ambiente urbano, totalmente exibido a preto e branco em vários locais da cidade, como uma igreja e no topo de um arranha-céus. A sua divulgação consistiu na interpretação ao vivo durante o concerto promocional organizado pela Nokia, em programas de televisão, cerimónias de entrega de prémios da indústria musical, e ainda durante a digressão mundial Last Girl on Earth Tour em cidades como Zurique, Paris, Toronto e Las Vegas.

## Antecedentes e divulgação
Em Setembro de 2009, o sítio oficial da cantora na internet foi renovado e um pequeno vídeo de promoção com pequenos excertos da música foi utilizado para anunciar a data da edição do disco. O tema foi resultado das sessões de gravação do álbum Rated R, que foram realizadas em vários estúdios norte-americanos e europeus durante um período de oito meses, entre Março e Novembro de 2009. Depois da canção ter sido colocada na rede no final do mês de Outubro, foi utilizada para promover entrevistas televisivas que marcavam o regresso da artista ao panorama musical desde do caso de agressão sofrida pelo ex-namorado Chris Brown. Tor Erik Hermansen, membro da equipa Stargate que esteve envolvido na escrita e produção da faixa, revelou que "Wait Your Turn" estava planeado para ser o segundo single do trabalho. O produtor revelou os planos numa entrevista com o sítio Angry Ape:
| “ | Disseram-nos que iriam avançar com 'The Wait is Ova' para próximo single do seu futuro álbum Rated R. Será lançado em poucas semanas - antes do disco. Significa muito para nós participar num lançamento de single neste formato. | ” |

Contudo, a segunda faixa de trabalho acabou por ser "Hard", e "Wait Your Turn" foi antes editado como parte da promoção do disco na iTunes Store em formato digital a 13 de Novembro de 2009. A sua divulgação começou no Reino Unido, num concerto na Brixton Academy em Londres, patrocinado pela Nokia para celebrar o novo modelo Nokia X6. Rihanna interpretou o tema como parte do alinhamento que incluía outros registos do álbum, como "Russian Roulette" e "Hard", bem como outras músicas popularizadas ao longo da sua carreira, tais como, "Don't Stop the Music", "Take a Bow", "Disturbia" e "Umbrella".

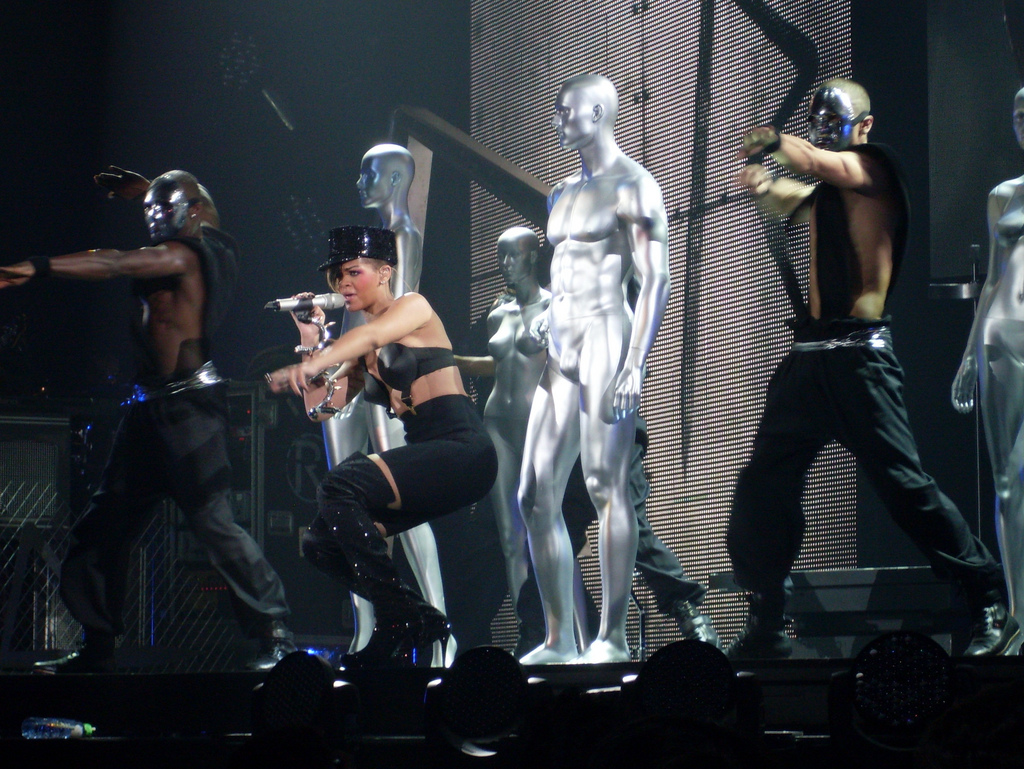
Rihanna a interpretar "Wait Your Turn" na digressão mundial Last Girl on Earth Tour.

Seguiram-se outras performances ao vivo, como na edição de 2009 da cerimónia de entrega de prémios American Music Awards, cuja teve transmissão a 22 de Novembro no Nokia Theatre em Los Angeles. O espectáculo foi aclamado pela crítica especializada, sendo que Gil Kaufman da MTV elogiou a indumentária utilizada, descrevendo o "macacão branco dividido por linhas recortadas que revelavam linhas horizontais de pele em todo seu corpo e uma pulseira de arame farpado serpenteando-se antebraço direito". A actuação começou com um vídeo temático de ficção científica, que mostrava a artista a ser operada por robôs. Após a conclusão de "Wait Your Turn", começou a ser ouvida "Hard" enquanto lasers vermelhos brilhavam para a plateia através dos acessórios pontiagudos que a jovem utilizava nos ombros.
Para a continuação da divulgação da edição do álbum, a 24 de Novembro de 2009, a cantora esteve presente no Good Morning America e cantou ao vivo "Wait Your Turn" e "Russian Roulette" de Rated R, bem como "Umbrella" de Good Girl Gone Bad (2007). A artista também deu uma pequena entrevista, e falou sobre o nível de energia que foi colocado no CD, afirmando o seguinte: "Foi tudo muito natural porque era o meu lugar de paz, no estúdio, apenas a desabafar. Era o lugar onde não me sentia julgada ou criticada. Toda emoção foi para o álbum". A melodia foi acrescentada ao alinhamento da digressão mundial Last Girl on Earth Tour, em parte do conjunto com "Live Your Life" e "Run This Town", antes do final do espectáculo que encerrava com "Umbrella". No dia 24 de Junho de 2012, a faixa voltou a ser interpretada ao vivo durante o festival da BBC Radio 1, Hackney Weekend, sendo a décima primeira de uma lista também composta por temas dos discos sucessores Loud e Talk That Talk.

## Estilo musical e letra
"Wait Your Turn" é uma canção de tempo moderado que incorpora elementos de estilo hip-hop e dubstep, produzida pela equipa norueguesa Stargate e pela dupla londrina Chase & Status. A sua gravação decorreu em 2009 no estúdio Metropolis em Londres, Inglaterra. A sua composição foi construída com acordes de guitarra e vocais fortes. Consiste ainda no uso de bateria, baixo e teclado por Mikkel S. Eriksen, encarregue também da produção vocal. Marcos Tovar participou na gravação musical, com assistência de Xavier Stephenson e Daniel Parry. Kevin "KD" David foi o responsável pela mistura, assistido por Jared Newcomb. Na sua análise de Rated R, Ailbhe Malone da revista NME comentou brevemente a sonoridade do tema, denominando-o de "uma facada eléctrica"."  Leah Greenblatt da Entertainment Weekly observou que Rihanna foi buscar um monte de inspiração para várias das canções no álbum ao seu património barbadense, mais notoriamente no seu canto, considerando que a cantora "veste uma armadura de hip-hop arrogante emprestada, apoiando-se no seu sotaque caribenho e desencadeia uma série de ritmos dancehall como 'Hard', 'G4L' e 'Wait Your Turn'".
A letra foi escrita pela própria Rihanna, em conjunto com Tor Erik Hermansen, Mikkel S. Eriksen, Saul Milton, Will Kennard, James Fauntleroy II e Takura Tendayi. Liricamente, o tema retrata a  comparação entre a procura no amor e um jogo. Alexis Petridis do jornal The Guardian considerou que a obra era uma resposta da artista a tentar avançar e deixar a sua imagem inocente dos tempos de "Umbrella", complementando que "no entanto, o desejo de escapar da enorme sombra do single levou claramente alguns dos seus colaboradores a entrar em façanhas de invenção impressionantemente arriscadas: o hipnótico e electrónico "Wait Your Turn", o drogado Gangsta 4 Life, misturam sons de fundo de bateria e versos menores e espectrais".

## Recepção pela crítica
Após o seu lançamento, a música recebeu análises positivas por parte dos profissionais. Greg Kot do jornal Chicago Tribune considerou que Rihanna assume o papel de vítima na canção, e não a de ofendida, afirmando que em "Wait Your Turn", "ela é cuidadosa com os homens mesmo quando os está a namorar". Leah Greenblatt da revista Entertainment Weekly comentou brevemente sobre a melodia após a sua divulgação na internet: "Agora que a espera está quase a terminar, estamos a sentir isto, misturas de músicas? Não posso mentir; Não fiquei muito impressionada por esta encarnação de pirata na prancha". Bill Lamb do portal About.com, concordando com muitas das opiniões expressadas pelos restantes críticos, comentou sobre os temas obscuros das músicas, mas foi céptico quanto à possibilidade do tema conseguir-se projectar nas tabelas musicais como faixa de trabalho, afirmando o seguinte: "'Wait Your Turn (The Wait Is Ova)' continua com a sensação escura do primeiro single do projecto Rated R, 'Russian Roulette'. Existe um pouco de vibração caribenha, com uma batida de reggae reluzente e Rihanna desliza no seu sotaque, às vezes... para mim é difícil imaginar um sucesso pop". William Goodman da Spin foi mais pessimista em relação ao resultado final da obra, adjectivando-a de "desleixada". "Mais batidas obscuras e atmosféricas que não se consegue conectar [com o público]... não é algo, certamente, que valha a espera".
Ryan Dombal da publicação Pitchfork Media, durante a sua análise em relação ao disco, elogiou a canção, afirmando que "mal cozida mas ainda sedutora, mostra a promessa para futuros cruzamentos com dubstep". Neil McCormick do The Telegraph considerou que "a impressão de agressão controlada é reforçada novamente e novamente". "Rihanna ficou notoriamente com um olho negro antes dos prémios Grammy de 2009, quando foi atacada pelo seu então namorado, Chris Brown", opinou McCormick. Emily Tartanella do sítio PopMatters realçou que o single é "uma potência temperamental, crepitando com fogo reprimido", enquanto que Eric Danton do periódico Hartford Courant concordou e complementou a sua análise referindo que "as metáforas não funcionam tão bem em "Wait Your Turn", uma série de clichés desajeitados que, no entanto, possui um refrão atractivo".

## Vídeo musical

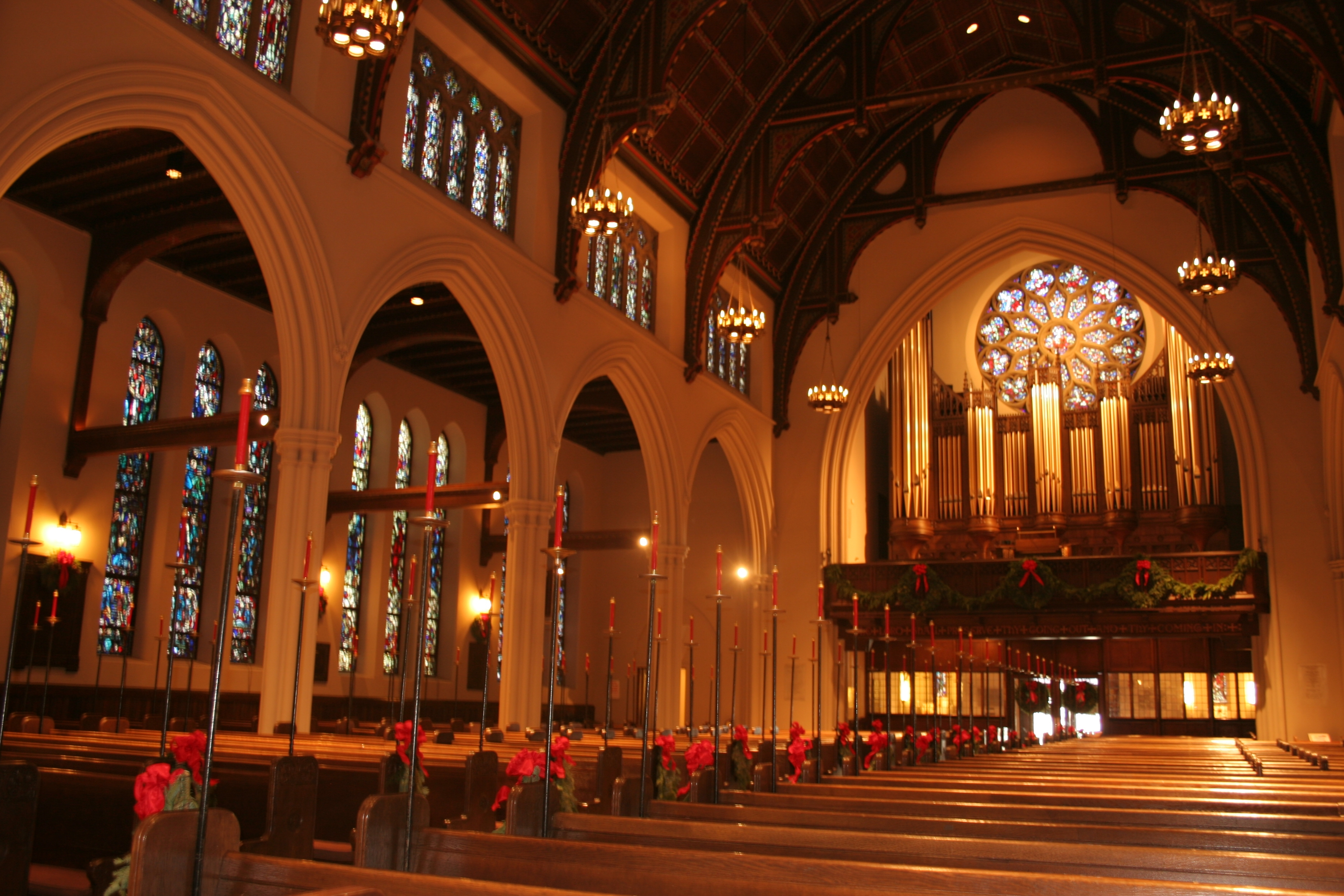
Algumas das cenas foram gravadas no interior de uma igreja de Nova Iorque.

O vídeo musical, com a direcção de Anthony Mandler que já tinha trabalhado anteriormente com a cantora em "Take a Bow e "Rehab", foi gravado a 16 de Outubro de 2009 em Nova Iorque, e estreou a 3 de Novembro no sítio oficial da cantora. Numa entrevista com a estação de televisão MTV, Mandler discutiu o processo e conceito estabelecidos para a realização do projecto:
| “ | Nós filmamos o vídeo em meados de Outubro num dia frio em Nova Iorque. A vibração e o sentimento era grande... Foi o primeiro vídeo do álbum, então obviamente estávamos todos animados e focados em definir o tom para o que estava para vir. Rihanna e eu falamos profundamente sobre a criação de uma peça que foi corajosa, crua e mais do que um vídeo de rua, um pedaço de beleza clássica... Gostei bastante da energia e bravura dos primeiros vídeos de hip-hop que foram feitos sem muitos recursos, trabalhando mais com as texturas e formas dos cenários, em seguida, tentámos construir e manipular ambientes como fizemos no passado... Queria tentar e pegar em tudo o que fizemos no passado e colocar para o lado. | ” |

O teledisco, com uma duração superior a quatro minutos, começa com uma série de fotos a exibir a cantora a utilizar uma pala preta no olho, um casaco de gola alta e suspensórios, sendo que a sua exibição foi totalmente trabalhada em preto e branco. As cenas são intercaladas com outras de Rihanna com um top preto com capuz, dentro e fora de uma igreja nova-iorquina, a qual possui um anjo de mármore ao qual a jovem se segura enquanto interpreta os versos da canção. Durante o segundo refrão, Rihanna muda novamente de indumentária e possui um colete branco e casaco de pele preto, em pé em cima do telhado de um arranha-céus de Nova Iorque, com outros edifícios como pano de fundo. O vídeo termina com a artista durante as várias cenas demonstradas ao longo do projecto.

## Desempenho nas tabelas musicais
O tema entrou pela primeira vez numa tabela musical a 26 de Novembro de 2009, na Irish Singles Chart da Irlanda, onde alcançou a trigésima segunda posição. Na UK Singles Chart, após o lançamento do disco, a 5 de Dezembro do mesmo ano, conseguiu colocar-se no 45.º lugar e permanecer durante duas semanas na publicação britânica. Na extensão de género R&B do país, a música chegou ao décimo sétimo lugar. No total, "Wait Your Turn" vendeu mais de 20 mil cópias digitais no Reino Unido. Na semana que se iniciava a 7 de Dezembro, a obra debutou na ARIA Singles Chart no 82.º lugar. Nos Estados Unidos, obteve o número dez na lista de extensão à tabela musical principal da Billboard, a Bubbling Under Hot 100.

### Posições
| Tabela musical (2009)                             | Melhor posição |
| ------------------------------------------------- | -------------- |
| Austrália - ARIA Charts                           | 82             |
| Estados Unidos - Billboard Bubbling Under Hot 100 | 10             |
| Irlanda - Irish Singles Chart                     | 32             |
| Reino Unido - UK Singles Chart                    | 45             |
| Reino Unido - UK R&B Singles Chart                | 17             |

## Créditos
Todo o processo de elaboração da canção atribui os seguintes créditos pessoais:
- Rihanna – vocalista principal, composição;
- Tor Erik Hermansen - composição, produção;
- Mikkel S. Eriksen - composição, produção, gravação, produção vocal, instrumentos;
- Saul Milton - composição, produção;
- Will Kennard - composição, produção;
- James Fauntleroy II - composição;
- Takura Tendayi - composição;
- Marcos Tovar - gravação;
- Xavier Stephenson, Daniel Parry - assistência de produção vocal;
- Kevin "KD" David  - mistura;
  - Jared Newcomb - assistência.

## Histórico de lançamento
"Wait Your Turn" foi lançada a 13 de Novembro de 2009 como parte da promoção para a edição do disco, tornando-se single promocional na iTunes Store de países como a Austrália, Espanha e Noruega.
| País      | Data                   | Formato          | Editora discográfica |
| --------- | ---------------------- | ---------------- | -------------------- |
| Austrália | 13 de Novembro de 2009 | Descarga digital | Universal Music      |
| Espanha   | 13 de Novembro de 2009 | Descarga digital | Universal Music      |
| Noruega   | 13 de Novembro de 2009 | Descarga digital | Universal Music      |